# Miconia crassipes
Miconia crassipes är en tvåhjärtbladig växtart som beskrevs av José Jéronimo Triana. Miconia crassipes ingår i släktet Miconia och familjen Melastomataceae. Inga underarter finns listade i Catalogue of Life.